# Wighton
Wighton – wieś w Anglii, w hrabstwie Norfolk, w dystrykcie North Norfolk. Leży 43 km na północny zachód od Norwich i 172 km na północny wschód od Londynu. Miejscowość liczy 203 mieszkańców.